# Stereochilus pachyphyllus
Stereochilus pachyphyllus là một loài thực vật có hoa trong họ Lan. Loài này được (Cavestro) Cavestro mô tả khoa học đầu tiên năm 2003.